# Aldine (Teksas)
Aldine je naseljeno mjesto za statističke potrebe u američkoj saveznoj državi Teksas. Prema popisu stanovništva iz 2010. u njemu je živjelo 15.869 stanovnika.